# 캔스데일습지쥐
캔스데일습지쥐(Malacomys cansdalei)는 쥐과에 속하는 설치류의 일종이다. 코트디부아르와 가나에서 발견되고 라이베리아에서도 서식하는 것으로 추정된다. 자연 서식지는 아열대 또는 열대 기후 지역의 습윤 저지대 숲이다.